# Zebinidae
Zebinidae is een familie van weekdieren uit de klasse van de Gastropoda (slakken).

## Geslachten
- Cossmannia Newton, 1891 †
- Folinia Crosse, 1868
- Lapsigyrus Berry, 1958
- Microstelma A. Adams, 1863
- Mirarissoina Woodring, 1928
- Pandalosia Laseron, 1956
- Pseudotaphrus Cossmann, 1888 †
- Schwartziella G. Nevill, 1881
- Stosicia Brusina, 1870
- Takirissoina Oyama, 1962
- Tomlinella Viader, 1938
- Zebina H. Adams & A. Adams, 1854